# داکیاو، فوجیان
داکیاو، فوجیان (به لاتین: Daqiao) یک شهرک در جمهوری خلق چین است که در Gutian County واقع شده‌است. داکیاو ۴۳۵ متر بالاتر از سطح دریا واقع شده‌است.